# Hôtel de Marle
Pour les articles homonymes, voir Marle (homonymie).
L'hôtel de Marle est un hôtel particulier situé en plein cœur du quartier parisien du Marais, entre la rue Elzévir et la rue Payenne.
Il accueille actuellement la collection d'art de l’Institut Tessin et le Centre culturel suédois.
Ce site est desservi par la station de métro Saint-Paul.

## Historique
L’hôtel de Marle est construit en 1572 pour Christophe Hector de Marle, Conseiller au Parlement de Paris, à la place d’un hôtel plus ancien. En 1609, l’hôtel est acheté par Charles I Duret de Chevry (1564-1636), président de la Chambre des Comptes, futur intendant des finances. A l’époque, l’hôtel est constitué d’un corps de logis simple entre cour et jardin.
Charles I Duret de Chevry édifie l’hôtel Duret de Chevry voisin, rue du Parc-Royal, à partir de 1618. Vers 1639, son fils Charles II Duret de Chevry fait appel à l’entrepreneur Jean Thiriot pour agrandir l’hôtel de Marle : les ailes sur cour datent probablement de cette époque.
De nombreuses modifications y furent apportées au cours des siècles, mais les travaux les plus importants furent exécutés vers 1779. C'est de cette époque que datent l'escalier d'honneur et la distribution du rez-de-chaussée où quelques traces de décoration de style de Louis XVI ont été trouvées.
Vendu en 1816, l'hôtel abrita alors une maison d'éducation, puis, divisé en appartements et locaux commerciaux, il a été occupé par un atelier de tapissier, une fabrique d'enveloppes, un laboratoire et divers locataires dont les plus illustres sont, sans doute, le peintre Léonor Fini et l'écrivain André Pieyre de Mandiargues. Sur la rue Elzévir, la totalité de l'ancien jardin était recouverte d'un hangar et servait de garage.

## Époque contemporaine
En 1965, l'hôtel fut acheté par l’État suédois avec mission d'en assurer la restauration suivant un programme parfaitement établi : Institut Tessin, Centre culturel suédois, logement du directeur et logements temporaires de personnalités ou d'étudiants désirant participer à la vie culturelle parisienne, etc. Les travaux furent entrepris en février 1967.
Sous des enduits de plâtre, des plafonds peints à la française furent découverts, des traces de fresques et un comble demi-circulaire avec contre-courbe au faîtage, dit « à la Philibert Delorme ». 

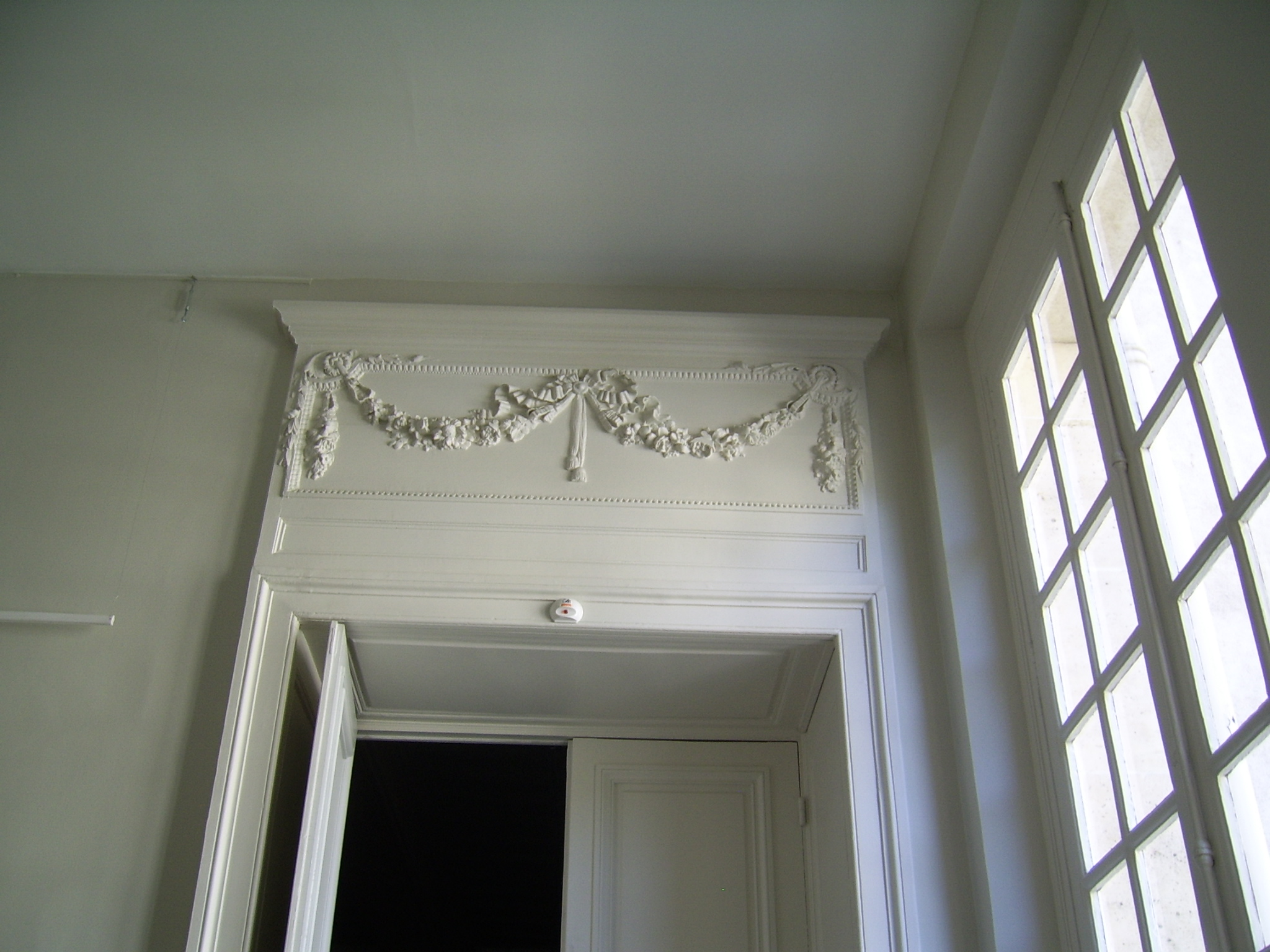
Décoration en style Louis XVI.

Sur jardin, les deux petits pavillons en avant corps présentaient au rez-de-chaussée deux arcades à l'intérieur desquelles avaient été construites deux fenêtres rectangulaires. L'arc a été rétabli et les sondages ont permis de découvrir des allèges avec balustres en pierre, qui ont été restaurés. Certaines croisées possédant encore des petits bois, qui ont servi de modèle pour les rétablir à toutes les ouvertures.
La charpente de Philibert Delorme est refaite à l'identique et replacée. De nouvelles lucarnes en bois ont été construites côté jardin, d'autres ont dû être refaites côté cour. Toutes les nouvelles couvertures ont été exécutées en ardoises épaisses. Les façades enduites sont refaites au mortier de chaux.

## Éléments inscrits à l'inventaire supplémentaire des monuments historiques
Les façades et toitures sur la rue Payenne, sur cour et sur jardin ; ainsi que l'escalier avec sa cage et sa rampe font l’objet d’une inscription au titre des monuments historiques depuis le 10 juillet 1961. 

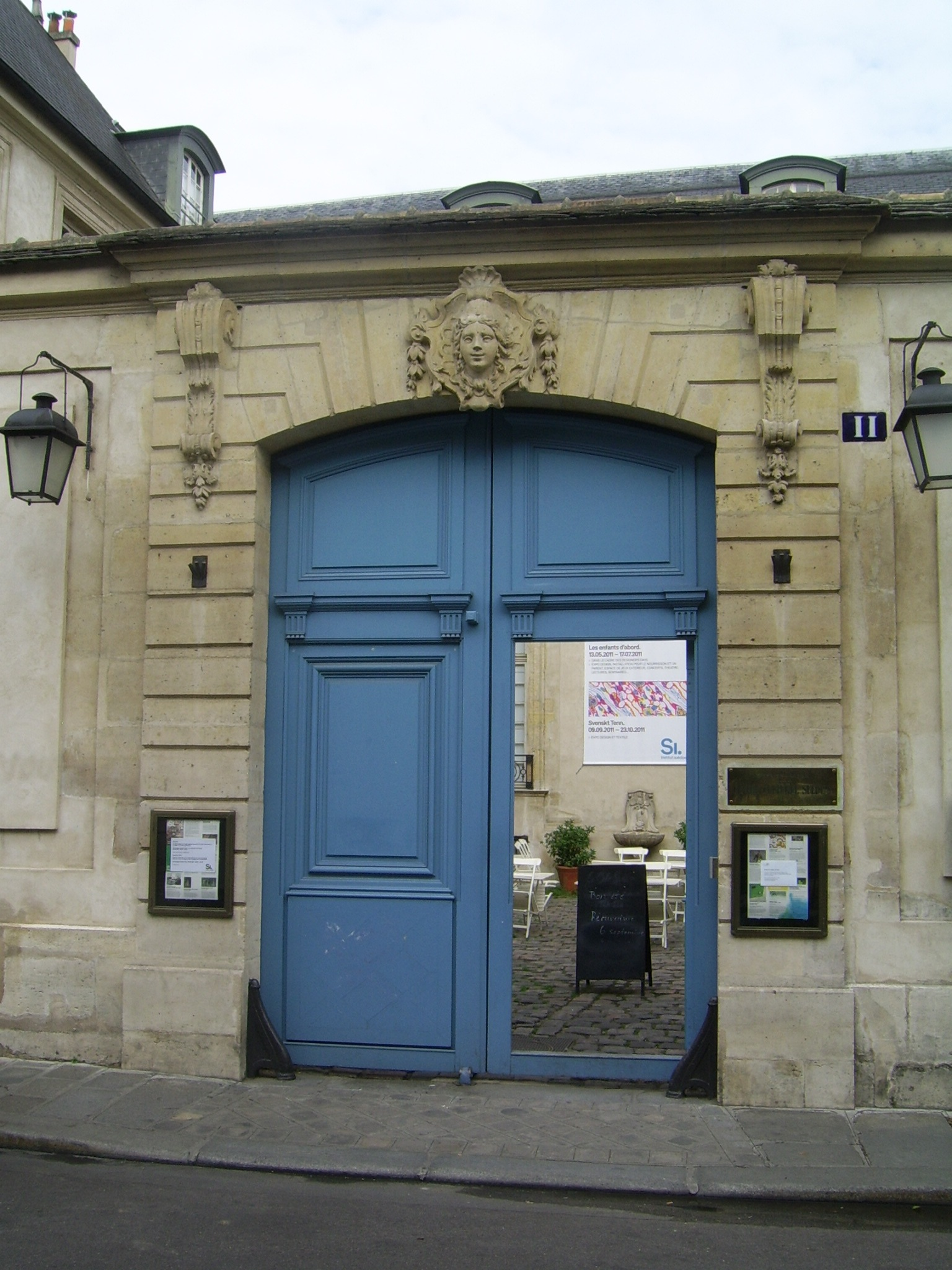
11, rue Payenne.